# Taifun Conson (2010)
Taifun Conson war ein Taifun der pazifischen Taifunsaison 2010.

## Meteorologische Geschichte und Auswirkungen

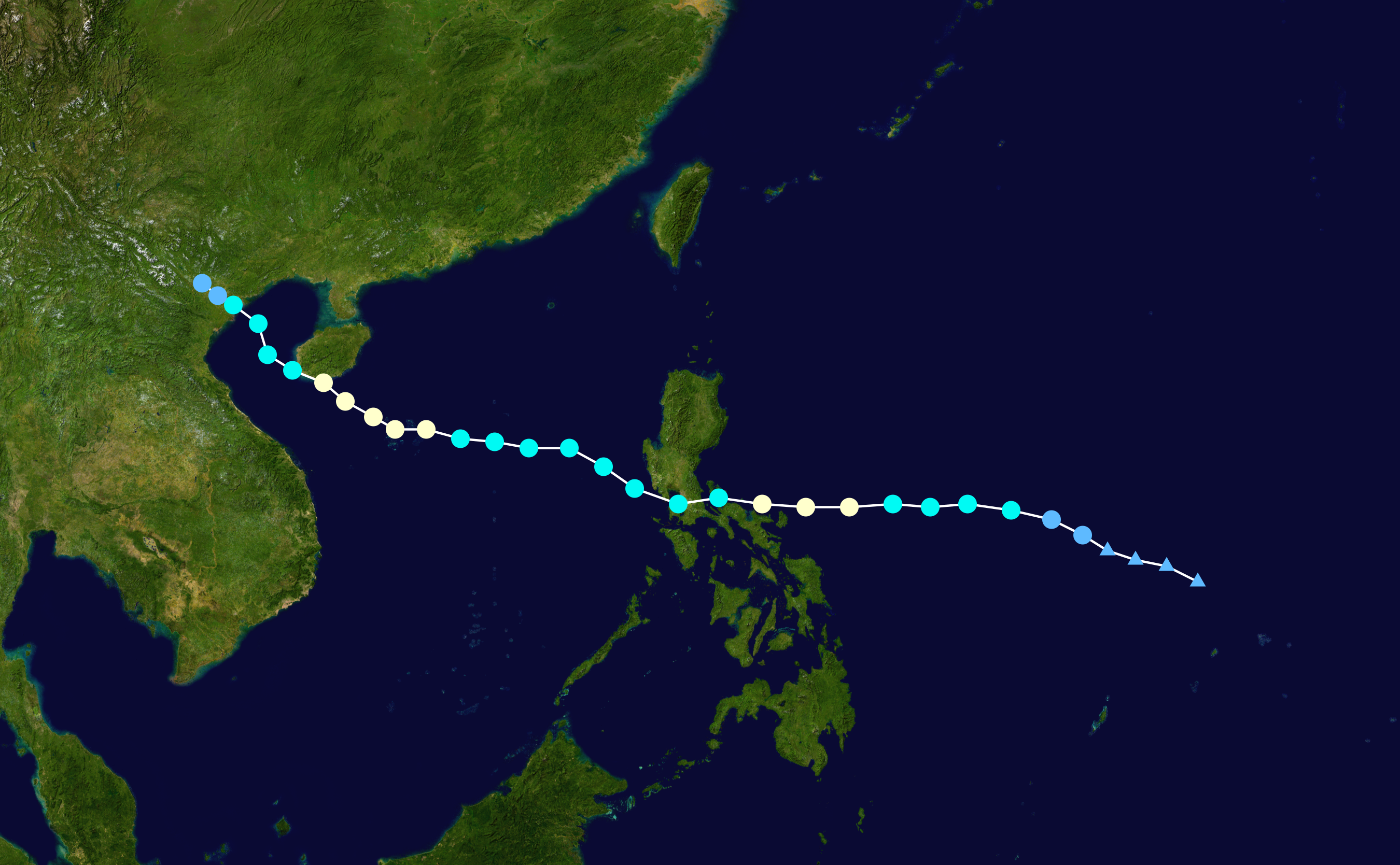
Weg des Taifun

Spät am 9. Juli stellte das Joint Typhoon Warning Center (JTWC) fest, dass sich in der Umgebung von Yap eine tropische Störung gebildet hatte. Satellitenaufnahmen ergaben, dass die Störung eine schwache Zirkulation aufwies, die über Yap hinwegstrich, während die Konvektion schlecht ausgebildet war. Die Störung befand sich südlich eines tropischen Troges in der oberen Troposphäre, innerhalb eines Gebietes mit geringer vertikaler Windscherung. Am nächsten Tag nahm die Konvektion zu und die Satellitenbeobachtung zeigten, dass sich die bodennahe Zirkulation auf mittlere Höhe ausgeweitet hatte. Am 11. Juli klassifizierte die Japan Meteorological Agency (JMA) die Störung als Tiefdruckgebiet und teilte um 06:00 UTC mit, dass sich ein tropisches Tiefdruckgebiet gebildet hatte. Zu dem Zeitpunkt stellte das JTWC fest, dass sich das System konsolidiert und mehrere Konvektionsbänder gebildet hatte, die in das Zirkulationszentrum führten. Einige Stunden später nahm das JTWC die Ausgabe von Sturmwarnungen zum System 03W auf. Am Nachmittag hatte sich das Tiefdruckgebiet zu einem tropischen Sturm intensiviert und erhielt von der Japan Meteorological Agency den Namen Conson, der von Vietnam vorgeschlagen wurde. Es ist der Name eines malerischen Ortes in diesem Staat, der für den Berg, den Kiefernwald, Flussläufe und mehrere historische Bauten bekannt ist. PAGASA wies den lokalen Namen Basyang zu. Am Mittag des 12. Juli hatte Conson sich nach den Kriterien der Saffir-Simpson-Hurrikan-Windskala zu einem Kategorie-1-Taifun intensiviert; zu diesem Zeitpunkt wurde der Wirbelsturm vom RSMC zu einem schweren tropischen Sturm hochgestuft. Zum ersten Mal auf Land traf Conson am Abend des 12. Juli bei Daet in der philippinischen Provinz Camarines Norte auf Luzon. Über den Philippinen setzte Conson seinen Weg nach Westen fort und überquerte Manila, bevor er in der Frühe des 14. Juli in das Südchinesische Meer gelangte, wobei der Sturm unter Einfluss stärker werdender vertikaler Windscherung gelangte und sich weiter abschwächte. Am 15. Juli ließ die Windscherung wieder nach, sodass sich Conson erneut intensivierte und am 16. Juli zum Taifun wurde. Während sich der Taifun an der Insel Hainan vorbeischob, meldeten die JMA andauernde zehnminütige Windgeschwindigkeiten von 130 km/h und das JTWC andauernde einminütige Windgeschwindigkeiten von 150 km/h. Nach der Passage an der Insel gelange der Wirbelsturm erneut in ein Gebiet mit starker vertikaler Windscherung, sodass sich Consun vor dem Landfall in Vietnam am 17. Juli rasch zu einem tropischen Sturm abschwächte.